# Saint-Gervais-en-Belin
Saint-Gervais-en-Belin korábbi község Franciaország Loire mente régiójában, Sarthemegyében. Lakosainak száma 1991 fő (2022. január 1.). Saint-Gervais-en-Belin Moncé-en-Belin, Yvré-le-Pôlin és Saint-Ouen-en-Belin községekkel határos.
2025. január 1-jén Laigné-en-Belin korábbi községgel egyesült és az így létrejött Laigné-Saint-Gervais új község része lett.

## Népesség
A település népessége az elmúlt években az alábbi módon változott:
| Lakosok száma | 2115 | 2111 | 2163 | 2076 | 2048 | 2021 | 2004 | 2001 | 1991 |
|               | 2013 | 2015 | 2016 | 2017 | 2018 | 2019 | 2020 | 2021 | 2022 |